# Rhynchaenus testaceus
Rhynchaenus testaceus är en skalbaggsart som först beskrevs av Müller 1776.  Rhynchaenus testaceus ingår i släktet Rhynchaenus, och familjen vivlar. Arten är reproducerande i Sverige.